# Lac Reelfoot
Le lac Reelfoot est un lac naturel peu profond situé au nord-ouest de l'État du Tennessee aux États-Unis et s'étendant jusqu'au Kentucky.

## Géographie
Une grande partie est en fait constitué de marais, avec des sortes de bayous, certains naturels, d'autres creusés par l'homme, reliant la partie principale du lac à des bassins dont le plus large est le Blue Basin. Le lac Reelfoot est connu aussi pour ses cyprès chauves et comme lieu de nidification du pygargue à tête blanche (quelquefois improprement appelé « aigle à tête blanche » et emblème des États-Unis). Le lac est le site du Reelfoot Lake State Park. Le lac Isom, un lac similaire mais plus petit, situé juste au sud de Reelfoot, est un National Wildlife Refuge. C'est le seul grand lac naturel du Tennessee et il a donné son nom au comté du Lac auquel il était auparavant rattaché.

## Historique
La tradition populaire dit que le lac a été formé à la suite de la série de puissants tremblements de terre qui ont secoué la région durant l'hiver 1811-1812 et que le Mississippi a coulé en sens inverse pendant 12 à 24 heures pour le remplir. Les observations de quelques personnes à l'époque confirment que quelque chose d'important s'est déroulé dans la zone actuelle du lac pendant ces tremblements de terre et il est indubitable que le modelé de la région a subi des changements majeurs du fait des tremblements de terre (modelé qui de toute manière est très évolutif, la région étant composée de lœss glaciaire). Il est avéré que ces tremblements de terre ont modifié de manière conséquente le cours du Mississippi proche.
Au début du XXe siècle, la région du lac Reelfoot connurent une période troublée par des Night Riders qui conduisit au déploiement de la milice de l'État, décidé le gouverneur du Tennessee Malcolm R. Patterson en 1908 pour restaurer l'ordre. Les troubles débutèrent quand un groupe de propriétaires terriens achetèrent la presque totalité du pourtour du lac. Ils créèrent alors la West Tennessee Land Company pour protéger ce qu'ils estimaient être leurs droits dont la propriété du lac lui-même et, plus important, les droits de pêche. Cela entraina la révolte de familles qui vivaient de la pêche dans le lac depuis plusieurs générations. Deux avocats furent engagés par la Company. Selon la Une d'un journal local de l'époque, le Nashville Banner, l'un fut d'eux pendu et abattu par les Night Riders tandis que l'autre ne dut la vie sauve qu'à une traversée du lac à la nage et de nuit sous le feu des Night Riders. La publicité donnée à cet évènement conduisit à l'envoi de la milice. Peu après, l'usage du lac fut déclaré être dans le domaine public de l'État, garantissant le droit au public d'utiliser le lac, qu'il possède ou non un terrain donnant sur le lac. Plus tard, un système de parcs, de réserves naturelles et de zone de loisir ainsi que des rampes publiques pour bateaux seront développés dans une coopération entre l'État et le Fédéral.
Depuis 1930, le niveau du lac est régulé par la construction d'un déversoir à l'extrémité sud du lac où le Running Reelfoot Bayou s'écoule. La construction de cette structure fut controversée et verra une tentative avortée de la faire sauter en 1939 à l'initiative de résidents. Cette structure est maintenant perçue comme obsolète à la fois par le United States Fish and Wildlife Service et le corps du génie de l'armée des États-Unis et des projets existent pour le remplacer/
Le nom du lac viendrait d'un chef indien légendaire qui avait un pied déformé et était appelé "Reelfoot" (« Pied-Bot ») par les Blancs mais cela reste non prouvé. Dans sa nouvelle de 1911 Fishhead, Irvin S. Cobb déclare que le « lac [tire] son nom d'une ressemblance imaginée entre son contour et le pied-bot d'un noir, travaillant dans un champ de maïs. »

## Source
- (en) Cet article est partiellement ou en totalité issu de l’article de Wikipédia en anglais intitulé « Reelfoot Lake » (voir la liste des auteurs).